# Santa Casa de Misericórdia de Passos
A Santa Casa de Misericórdia de Passos é um hospital regional de caráter filantrópico localizado em Passos, fundado em 1864 por Jerônimo Pereira de Mello e Souza, Barão de Passos. É o único hospital gratuito e de atendimento geral naquela cidade, providenciando serviços médico-hospitalares a cerca de 450 mil habitantes de Passos e 25 cidades vizinhas. A instituição comemorou os seus 150 anos em 2014, através de vários eventos, incluindo a entrega de medalhas comemorativas do seu sesquicentenário.
Como instituição filantrópica, 80% dos seus pacientes são atendidos pelo Sistema Único de Saúde, e a maioria dos leitos do hospital estão disponíveis a esta população, constituída na sua maioria, de pessoas carentes.

## Presente

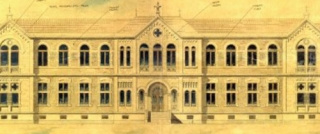
Projeto do edifício da Santa Casa da Misericórdia de Passos pelo arquiteto Ramos de Azevedo

A Santa Casa de Passos é um hospital filantrópico, autossustentável, referência regional de urgência e emergência que prevê atendimentos de urgência em doenças cardiovasculares, neurológicas e traumas. É também Hospital Amigo da Criança, título concedido pela UNICEF e pelo Ministério da Saúde do Brasil, graças ao Programa Materno-Infantil (Promai), cujo carro-chefe são as ações dirigidas para o atendimento integral do binômio, mãe e filho, com incentivo ao aleitamento materno. É um hospital que está alcançando a classificação de grande porte com oferta de serviços de alta complexidade como oncologia, cardiologia, maternidade de alto risco, hemodiálise, ortopedia, neurologia e centro de diagnóstico. Está inserida na rede de atenção à urgência emergência atendendo a 24 municípios. Ao ano, a Santa Casa contabiliza cerca de 17 mil internações, 380 mil atendimentos ambulatoriais e oito mil cirurgias, sendo 80% deles provenientes do SUS (Sistema Único de Saúde). Para tanto, o hospital conta com uma infraestrutura de aproximadamente 20 mil metros quadrados, com 279 leitos adultos e infantis, incluindo as Unidades de Tratamento Intensivo. Em 2007, a Santa Casa de Passos foi a primeira das 454 Santas Casas do Brasil a ser Acreditada – nível 1, que refere-se à segurança que o hospital proporciona aos pacientes e funcionários. Em 2010, a história se repetia. Mais uma vez, a Santa Casa era a primeira, de todas as existentes no país, a receber o nível 2 – Hospital Pleno – que refere-se à Organização Hospitalar como um todo. Em 2014, a Santa Casa foi certificada em qualidade com o Título de Hospital Acreditado em Excelência. Em dezembro de 2015, a instituição tornou-se integrante do Processo de Acreditação Internacional - Qmentum - Certificado pelo Canadá - Acreditation Canada International.

## Hospital Regional do Câncer de Passos
O Hospital Regional do Câncer de Passos, é uma unidade da Santa Casa de Misericórdia de Passos, que atende pacientes de 52 municípios vizinhos. São oferecidos aos pacientes oncológicos, recursos que vão desde os medicamentos, tecnologias, profissionais em constante aperfeiçoamento, até o suporte psicossocial. O conjunto destes recursos é que torna possível uma assistência integral e que possibilita amenizar o sofrimento e reacender a esperança. O HRC é um hospital movido por solidariedade, e constantemente são realizadas campanhas de captação de recursos para atualização de métodos de tratamento, implantação de novas tecnologias, apoio psicológico, manutenção de aparelhos e aquisição de medicamentos oncológicos.

## Projetos futuros
Em dezembro de 2012, foi criado o projeto Cidade da Saúde e do Saber, um espaço que pretende reunir saúde, ensino e pesquisa, promovendo o bem estar e qualidade de vida a todos os usuários. O projeto visa ampliar a oferta de atendimentos e procedimentos na cidade e região, diminuindo a necessidade de viagens para grandes centros. Integração é o conceito fundamental, norteador do projeto. O objetivo mais importante é promover o convívio entre todos os agentes envolvidos, potencializando a troca de experiências e informações, solidificando os relacionamentos, possibilitando o surgimento de novas oportunidades.